# Mark de Vries (1975, voetballer)
Mark de Vries (Paramaribo, 24 augustus 1975) is een Nederlands voormalig profvoetballer van Surinaamse afkomst die als aanvaller speelde.

## Biografie
In de jeugd speelde hij voor HRC, WGW en Hollandia. De Vries begon zijn carrière in Volendam, bij de plaatselijke FC Volendam, dat toentertijd in de Eredivisie uitkwam. Voor aanvang van het seizoen 1998/99 maakte hij de overstap naar het Franse Chamois Niortais.
Na een matig seizoen in Frankrijk keerde hij terug naar Nederland om te gaan spelen bij Dordrecht '90. Daar kwam in zijn tweede seizoen zijn echte doorbraak en scoorde hij veelvuldig. Dit leverde hem een transfer op naar de Scottish Premier League waar hij kwam te spelen bij Heart of Midlothian. Ook bij de "Hearts" ging het scoren hem goed af. In zijn eerste thuiswedstrijd scoorde hij vier keer in de derby tegen Hibernian. In het seizoen 2004/05 speelde hij met Hearts in the UEFA Cup. In de groepsfase werden ze gekoppeld aan onder meer Feyenoord. De Vries raakte geblesseerd en kon niet meedoen in de onderlinge ontmoeting.
Na zijn revalidatie tekende hij een contract bij Leicester City in de Football League Championship, waar hij werd herenigd met zijn voormalig trainer Craig Levein. In januari 2006 keerde hij terug naar Nederland en kwam hij te spelen bij sc Heerenveen als vervanger voor Klaas-Jan Huntelaar en Georgios Samaras, die de club tijdens diezelfde maand hadden verlaten.
In Heerenveen zag men echter niet meer dan een pinch-hitter in de spits. Omdat De Vries naar meer speeltijd verlangde, besloot hij een nieuwe uitdaging te zoeken. Aanvankelijk keerde hij terug naar Leicester City maar hier werd direct duidelijk dat hij op de tribune zou belanden. In het seizoen 2006/07 werd hij verhuurd aan ADO Den Haag. Met ADO degradeerde hij en hierna keerde hij terug bij Leicester. In oktober 2007 werd hij voor een maand verhuurd aan Leeds United. Halverwege november werd hij voor nog eens twee maanden verhuurd aan Leeds United.
Op 25 januari 2008 tekende hij een contract bij het Schotse Dundee United. Voor het seizoen 2008/09 bood de Vries zich echter aan bij Cambuur. Na een proefperiode tekende de Vries in augustus 2008 een contract voor twee seizoenen bij SC Cambuur. Op woensdag 3 juni 2009 was hij een van de spelers die een penalty miste in het beslissingsduel met Roda JC om een plaats in de Eredivisie, waardoor Cambuur niet promoveerde.
Aan het begin van het seizoen 2009/10 begon de Vries wederom als pinch-hitter. Maar nadat Ruud ter Heide al vrij snel in het seizoen een rode kaart kreeg, greep De Vries zijn kans. Hij begon doelpunt na doelpunt te scoren en werd belangrijk voor de ploeg. Uiteindelijk bedroeg zijn doelpuntentotaal 21 na 32 wedstrijden. Helaas voor De Vries wist Cambuur ook dit seizoen niet te promoveren. In de play-offs was Go Ahead Eagles over twee wedstrijden te sterk. Voor zijn spel kreeg De Vries uiteindelijk de Gouden Stier voor beste speler van het seizoen 2009/10 uit handen van toenmalig bondscoach Bert van Marwijk.
Cambuur wilde graag met hem verder, maar De Vries had een aflopend contract. In mei 2010 kreeg hij de eerste aanbieding, maar deze werd meteen afgewezen. Er sprak te weinig waardering uit volgens De Vries. Na lang wachten kreeg hij uiteindelijk een nieuw aanbod en op 18 juni 2010 verlengde de Vries zijn contract bij Cambuur met twee seizoenen. In maart 2012 kwam hij in het nieuws toen hij tijdens een interview zijn emoties niet kon bedwingen toen hem gevraagd werd naar zijn formele ontslagaanvraag door Cambuur. Op 14 mei kondigde hij het einde van zijn profloopbaan aan.
Het seizoen 2012/13 speelde De Vries amateurvoetbal bij ONS Boso Sneek, waarmee hij kampioen werd van de Zaterdag Hoofdklasse C. Vanaf het seizoen 2013/14 speelde De Vries in zijn woonplaats bij HCSC in de Derde klasse. Hier maakte hij over twee seizoenen 14 doelpunten in 50 competitiewedstrijden en behaalde met zijn club tweemaal een zesde plaats. In november 2015 maakte FC Dordrecht bekend dat De Vries als spitsentrainer bij de club aan de slag ging. In het seizoen 2017/18 werd De Vries aangesteld als assistent-trainer van de Hongaarse club Budapest Honvéd FC. Daarna werd hij spitsentrainer bij Telstar en later bij de Graafschap. Als tweede baan was hij hoofdtrainer bij CSV BOL. In 2021 begon hij als trainer van de vrouwen van VV Alkmaar. Op 31 maart 2023 werd bekend dat hij meegaat met deze vrouwen naar AZ, waar hij voor 1 seizoen tekende.

## Statistieken
| seizoen | club                | land      | competitie                   | wed. | goals |
| ------- | ------------------- | --------- | ---------------------------- | ---- | ----- |
| 1994/95 | FC Volendam         | Nederland | Eredivisie                   | 2    | 0     |
| 1995/96 | FC Volendam         | Nederland | Eredivisie                   | 2    | 0     |
| 1996/97 | FC Volendam         | Nederland | Eredivisie                   | 10   | 0     |
| 1997/98 | FC Volendam         | Nederland | Eredivisie                   | 14   | 1     |
| 1998/99 | Chamois Niortais    | Frankrijk | Division 2                   | 24   | 2     |
| 1999/00 | Dordrecht'90        | Nederland | Eerste divisie               | 8    | 0     |
| 2000/01 | Dordrecht'90        | Nederland | Eerste divisie               | 30   | 11    |
| 2001/02 | Dordrecht'90        | Nederland | Eerste divisie               | 33   | 16    |
| 2002/03 | Heart of Midlothian | Schotland | Scottish Premier League      | 32   | 15    |
| 2003/04 | Heart of Midlothian | Schotland | Scottish Premier League      | 31   | 13    |
| 2004/05 | Heart of Midlothian | Schotland | Scottish Premier League      | 9    | 1     |
| 2004/05 | Leicester City      | Engeland  | Football League Championship | 16   | 1     |
| 2005/06 | Leicester City      | Engeland  | Football League Championship | 29   | 6     |
| 2005/06 | sc Heerenveen       | Nederland | Eredivisie                   | 7    | 3     |
| 2006/07 | Leicester City      | Engeland  | Football League Championship | 0    | 0     |
| 2006/07 | ADO Den Haag        | Nederland | Eredivisie                   | 27   | 2     |
| 2007/08 | Leicester City      | Engeland  | Football League Championship | 6    | 1     |
| 2007/08 | Leeds United        | Engeland  | Football League One          | 6    | 1     |
| 2007/08 | Dundee United       | Schotland | Scottish Premier League      | 13   | 2     |
| 2008/09 | SC Cambuur          | Nederland | Jupiler League               | 24   | 4     |
| 2009/10 | SC Cambuur          | Nederland | Jupiler League               | 32   | 21    |
| 2010/11 | SC Cambuur          | Nederland | Jupiler League               | 24   | 13    |
| 2011/12 | SC Cambuur          | Nederland | Jupiler League               | 22   | 9     |
| 2012/13 | ONS Boso Sneek      | Nederland | Hoofdklasse C                | 26   | 4     |
| 2013/14 | HCSC                | Nederland | Derde Klasse A               | 26   | 8     |
| 2014/15 | HCSC                | Nederland | Derde Klasse A               | 24   | 6     |
| Totaal  | Totaal              | Totaal    | Totaal                       | 477  | 137   |